# Charles Dupaty
Louis-Marie-Charles-Henri Mercier Dupaty (Burdeos, 1771 - París, 1825) fue un escultor francés.

## Datos biográficos
Hijo mayor del magistrado Jean-Baptiste Dupaty Mercier y hermano mayor del escritor Emmanuel Dupaty estuvo abocado por tradición familiar a seguir la carrera para el poder judicial, pero él prefería las artes. Fue alumno de Jacques-Louis David. Estudió escultura con François-Frédéric Lemot. Obtuvo el Primer Premio de Roma en Escultura en 1799 junto con Antoine Mouton-Moutoni, con la obra Pericles regresa de la visita a Anaxágoras,   y continuó su formación en Italia; fue nombrado a su regreso miembro del Instituto de Francia en (1816) y profesor de la École des Beaux-Arts.
Entre sus alumnos se encuentra Pierre-Charles Simart.
Tras su fallecimiento en 1825 a los 54 años, fue sustituido por Jean-Pierre Cortot como profesor de la Ecole des Beaux-Arts.

## Obras

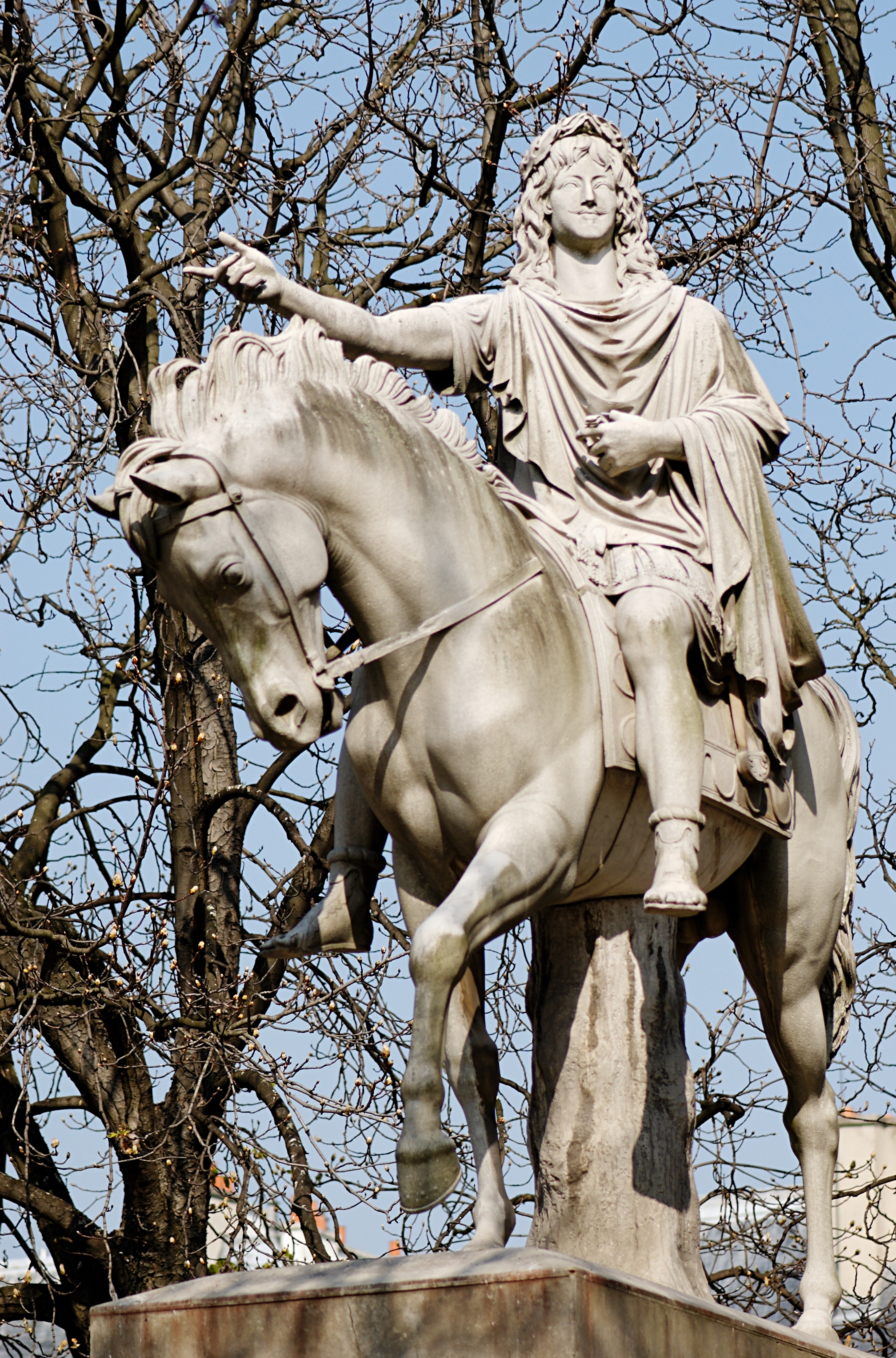
Estatua ecuestre de Luis XIII, en la Plaza de los Vosgos de París.

Entre las mejores y más conocidas obras de Charles Dupaty se incluyen las siguientes:
- Retrato de Charles Victor Emmanuel Leclerc, general en jefe (1772 - 1802) (Salón de  1812), estatua en pie mayor que el natural, mármol, Versalles, Palacios de Versalles y de Trianon
- Venus genitrix (1810), estatua, mármol, París, jardín de las Plantas
- Venus frente a Paris (1822), estatua mayor que el natural, mármol, Versalles, Palacios de Versalles y de Trianon
- Cadmo lucha contra el dragón de la fuente de Dirce -Cadmus combattant le dragon de la fontaine de Dircé;
- Biblis muriendo convertida en fuente - Biblis mourante changée en fontaine (1819), estatua, mármol, París, museo del Louvre
- Ajax desafía a los dioses -Ajax bravant les dieux, también llamada dénommé Ajax perseguido por la cólera de Neptuno - Ajax poursuivi par la colère de Neptune
- Modelo de la  estatua ecuestre de Luis XIII (1816), mármol, París, plaza de los Vosgos: fue finalmente realizada por Jean-Pierre Cortot, 48°51′20.22″N 2°21′55.97″E / 48.8556167, 2.3655472
- Busto en mármol de Luis XVIII con vestuario sacro, encargado en 1816 por el ministerio de la Casa del Rey para la Cámara de los Pares de Francia, actualmente en el Museo del Louvre.[1]
- Busto en mármol de Vincent-Marie Viénot de Vaublanc, (1820), en el Dahesh Museum of Art. comte.html
- Paisaje con figuras - Paysage avec figures,, dibujo, lápiz negro, Lille, Musée des Beaux-Arts

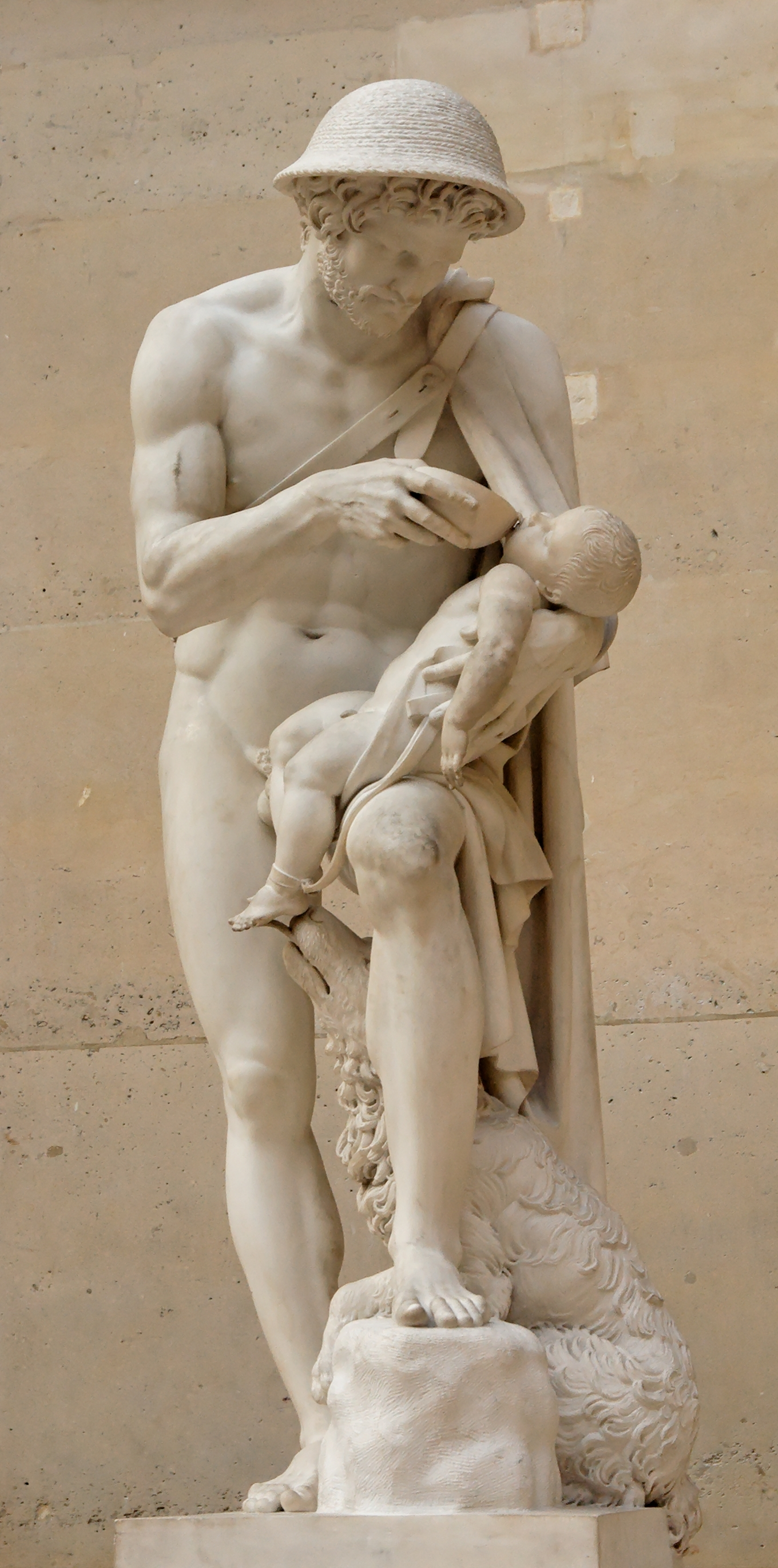
Fue terminada por Pierre Cartellier (1757–1831) y (1771–1825) tras la muerte de Chaudet.
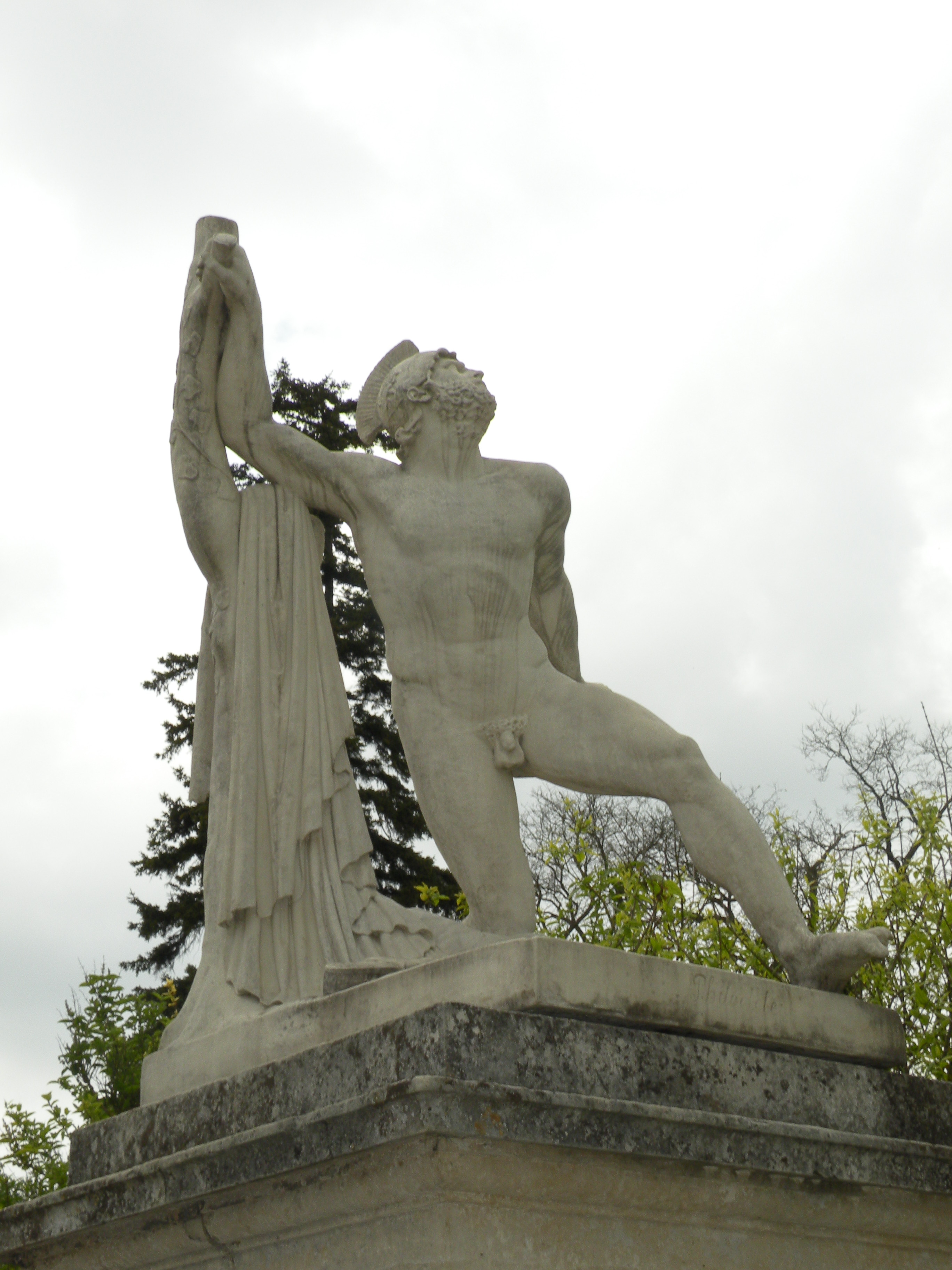
Filoctete herido. Escultura del año 1810. Expuesta en el Castillo de Compiègne